# Leacul (film)
Cure (キュア Kyua?) este un film Japonez psihologic horror-misterios din anul 1997 scris și regizat de Kiyoshi Kurosawa⁠(d), Kōji Yakusho⁠(d), Masato Hagiwara⁠(d), Tsuyoshi Ujiki⁠(d) și Anna Nakagawa⁠(d) jucând în roluri principale. Povestea urmărește un detectiv ce investighează o înșiruire de crime groaznice, fiecare victimă având un X scrijelit în ceafa fiecărei victime, ucigașul fiind găsit de fiecare dată la locul crimei, neputând să-și aducă aminte nimic legat de crimă. Filmul constituie o parte a noii ere cinematografice Japoneze, horror japonez, împreună cu alte filme precum Ring (Inel) scris și regizat de către Hideo Nakata⁠(d) și Ju-On: The Grudge scris și regizat de către Takashi Shimizu⁠(d).
Imediat cum a fost lansat filmul, acesta a avut parte doar de critică pozitivă atât din partea criticilor japonezi, cât și la nivel internațional, criticii lăudând direcția lui Kurosawa, precum și imaginile și atmosfera. În 2012, regizorul sud-coreean Bong Joon-ho a enumerat filmul drept unul dintre cele mai mari filme ale tuturor timpurilor, afirmând faptul că a avut un impact puternic asupra carierei sale.  Aceasta este prima colaborare a lui Kurosawa⁠(d) și actorul principal Yakusho⁠(d).

## Subiect
Kenichi Takabe (Kōji Yakusho⁠(d)) este un detectiv al poliției cu o soție instabilă mental. Takabe investighează o serie de crime bizare în care fiecare victimă este ucisă în același mod, cu un „X” mare scrijelit pe ceafă, dar ucigașul este diferit de fiecare dată. În toate cazurile, criminalii sunt prinși aproape de locul crimei și, deși mărturisesc cu ușurință că au comis crimele, nu au niciodată un motiv substanțial și nu pot explica ce i-a determinat să ucidă.
Takabe, împreună cu un psiholog pe nume Sakuma (Tsuyoshi Ujiki), determină în cele din urmă că un singur bărbat este firul comun al crimelor, deoarece fiecare persoană cu care intră în contact comite o crimă la scurt timp după aceea. Bărbatul, numit Mamiya (Masato Hagiwara), pare să aibă o pierdere extremă a memoriei pe termen scurt; pare constant confuz cu privire la ce zi este, unde se află și cum îl cheamă. El pretinde că nu-și amintește nimic din trecutul său. Mamiya contesta în permanentă întrebările din interogatoriul lui Takabe, folosind doar întrebări evazive cu privire la identitatea lui Takabe. Acest lucru îl înnebunește pe Takabe, pierzându-și încet calmul inițial. Inutilitatea cazului începe să-i afecteze psihicul pe măsură ce devine din ce în ce mai volatil, explodând în accese violente de furie.
Takabe descoperă că Mamiya a fost un student la psihologie care a cercetat mesmerismul și hipnoza. El ajunge să realizeze că Mamiya nu are probleme de memorie și este în schimb un maestru al hipnozei, capabil să planteze sugestii criminale în mintea străinilor, expunându-i la sunete repetitive, mișcarea apei sau flacăra unei brichete.
Într-o arhivă, Sakuma găsește o casetă video cu un bărbat misterios, despre care se presupune că ar fi inițiatorul hipnotismului japonez, și i-o arată lui Takabe. Bărbatul este înfățișat hipnotizând o femeie la sfârșitul anilor 1800. Fusese sub tratament pentru isterie și a fost hipnotizată de bărbatul care a făcut semn cu un „X” în aer. Femeia și-a ucis ulterior fiul într-un mod similar cu crimele lui Mamiya. Sakuma crede că crimele actuale au o legătură cu evenimentele anterioare, descriindu-l pe Mamiya ca un misionar al crimelor ceremoniale. După ce a vizualizat caseta, Sakuma se dezvăluie că a desenat inconștient un X pe peretele său și începe să experimenteze halucinații în care Takabe îl încolțește în mod amenințător. Câteva zile mai târziu, poliția descoperă cadavrul lui Sakuma în casa lui și concluzionează că s-a sinucis. Între timp, Mamiya este închisă și acuzată de incitare la omor.
Mamiya îl găsește pe Takabe fascinant, probabil pentru că nu îl poate forța pe Takabe să-l omoare. Cu toate acestea, Takabe este chinuit de viziuni ale soției sale (Anna Nakagawa) moarte și, cu cât o studiază mai mult pe Mamiya, cu atât mai mult simte că s-ar putea să-și piardă mințile. Detectivul devine frustrat de neputința soției sale și, chiar își exprimă intenția criminală față de ea la un moment dat. Comportamentul ciudat al soției sale și preocupările legate de propria sa stabilitate mintală l-au determinat să o stabilească pe aceasta într-un spital de boli psihice.
Când Mamiya evadează, ucigând un polițist și un medic în acest proces, Takabe îl urmărește până la o clădire pustie în sălbăticie și îl împușcă. Explorând clădirea, Takabe găsește și ascultă un vechi cilindru de fonograf care conține o înregistrare zgârietă a unei voci masculine care repetă ceea ce par a fi instrucțiuni hipnotice criptice.
Următoarea scenă trece la spitalul de boli psihice unde Takabe și-a internat soția. O asistentă aude un scârțâit în spatele ei și se întoarce pentru a vedea corpul neînsuflețit al soției lui Takabe într-un scaun cu rotile, cu un „X” sculptat în gât. Nu există nicio indicație privind identitatea ucigașului.
Filmul se termină ambiguu la un restaurant unde o chelneriță îl servește pe Takabe, apoi scoate brusc un cuțit după ce a vorbit cu detectivul - sugerând că puterea hipnotică a fonografului continuă să se răspândească.

## Distribuție
- Kōji Yakusho⁠(d) ca Takabe
- Masato Hagiwara⁠(d) ca Mamiya
- Tsuyoshi Ujiki⁠(d) ca Sakuma
- Anna Nakagawa⁠(d) ca soția lui Takabe
- Yoriko Dōguchi⁠(d) ca Dr. Akiko Miyajima
- Yukijirō Hotaru⁠(d) ca Ichiro Kuwano
- Denden⁠(d) ca Oida
- Ren Osugi⁠(d) ca Fujiwara
- Masahiro Toda ca Tōru Hanaoka
- Misayo Haruki⁠(d) ca Tomoko Hanaoka
- Shun Nakayam ca Kimura
- Akira Otaka⁠(d) ca Yasukawa
- Shôgo Suzuki ca Tamura
- Touji Kawahigashi ca psihiatru
- Hajime Tanimoto ca Takabe no shachô

## Lansare
Cure a fost lansat în 1997. Mai târziu a fost ecranat la Festivalul Internațional de Film de la Toronto în 1999, ca parte a unei retrospective a carierei lui Kurosawa . Acesta a primit o lansare mai largă în Occident abia în 2001. Filmul a fost lansat pe home video pentru prima dată în Marea Britanie, ca parte a seriei The Masters of Cinema, pe 23 aprilie 2018. 

## Recepție
Pe site-ul web al agregatorului de recenzii Rotten Tomatoes, Cure are un rating de aprobare de 93% bazat pe 51 de recenzii, cu un scor mediu de 7,34/10. Consensul critic al site-ului spune: „Hisperant și intrigant din punct de vedere psihologic”.  Tom Mes de la Midnight Eye a descris filmul drept „un film de groază în cel mai pur sens al cuvântului”.  Între timp,  AO Scott de la The New York Times a remarcat că Kiyoshi Kurosawa „transformă thrillerul într-un vehicul al criticii sociale sumbre”.  Scott Tobias de la The AV Club⁠(d) a spus: „Kurosawa, un stilist prolific de gen care este specializat în thrillere discrete și filme de groază, subcutează materialul groaznic, păstrând o distanță rece, aproape clinică, față de evenimente și desfășurând povestea în bucăți eliptice”. Pentru Screen Slate, Stephanie Monohan a scris: „Fără îndoială umbrită de alte filme din canonul J-Horror de la începutul secolului, precum Ringu (1998) și Audition (1999), Cure trăiește ca una dintre cele mai puternice lucrări ale eră." 
Kurosawa, vorbind despre succesul filmului Cure, a declarat: „Am urmărit o mulțime de filme de groază americane în creștere și îmi doream să fac un film în acest gen de câțiva ani. Apoi, creșterea popularității filmelor de gen a făcut ca proiectul să fie finanțat și produs mai ușor. Deci, circumstanțele au fost factorul cheie pentru succesul filmului Cure și de atunci a continuat să joace un rol important în cariera mea.”